# 特维尔车辆制造厂
特维尔车辆制造厂（俄语：ОАО «Тверско́й вагонострои́тельный заво́д»，縮寫：ТВЗ）是俄罗斯一家轨道交通车辆制造商，也是运输机械控股集团的子公司之一，主要产品和业务包括各种铁路客车和特种车辆的研发、制造和维修，公司总部位于特维尔州首府特维尔。
特维尔车辆制造厂的历史可追溯至19世纪末，其前身为1898年创立“上伏尔加铁路物资工厂”（Верхневолжский завод железнодорожных материалов），由法国和比利时资本家的合资公司“迪尔和巴拉坎”投资建立。1915年，工厂更名为特维尔俄罗斯-波罗的海车辆制造厂（Тверской Русско-Балтийский вагонный завод）。1917年，俄罗斯帝国和俄国临时政府先后被革命推翻，俄罗斯建立了以列宁领导、布尔什维克党为首的苏维埃政权，称为苏维埃俄国。为了巩固新生的苏维埃政权，苏俄政府对所有大型工业企业、铁路、银行都实行了国有化，并交给交通人民委员部管理。1918年，工厂被国有化后更名为特维尔车辆制造厂。1931年，为纪念苏联领导人米哈伊尔·加里宁，将城市特维尔改名为加里宁，而工厂亦同样改名为加里宁车辆制造厂（Калининский вагоностроительный завод）。1990年，工厂恢复原名。1993年5月，成立了特维尔车辆制造厂股份公司。

## 产品

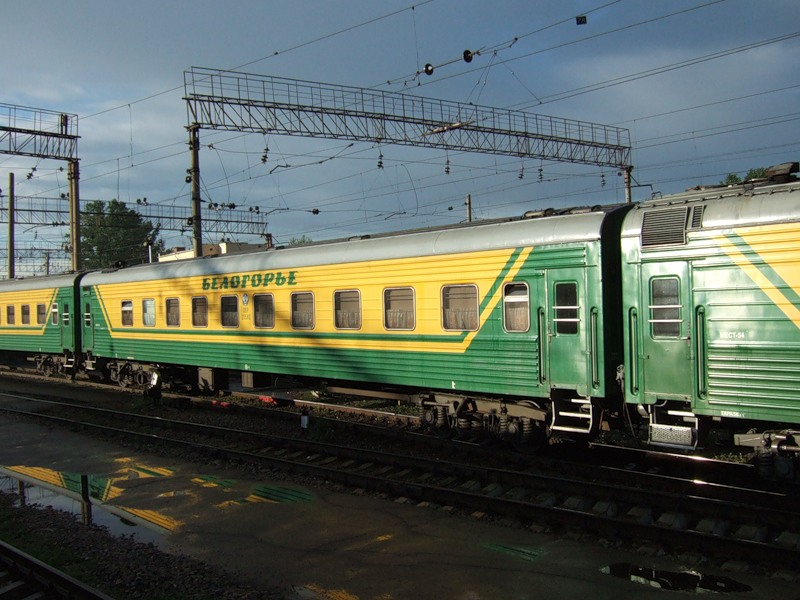
别尔哥罗德号列车使用的61-4177型硬卧车

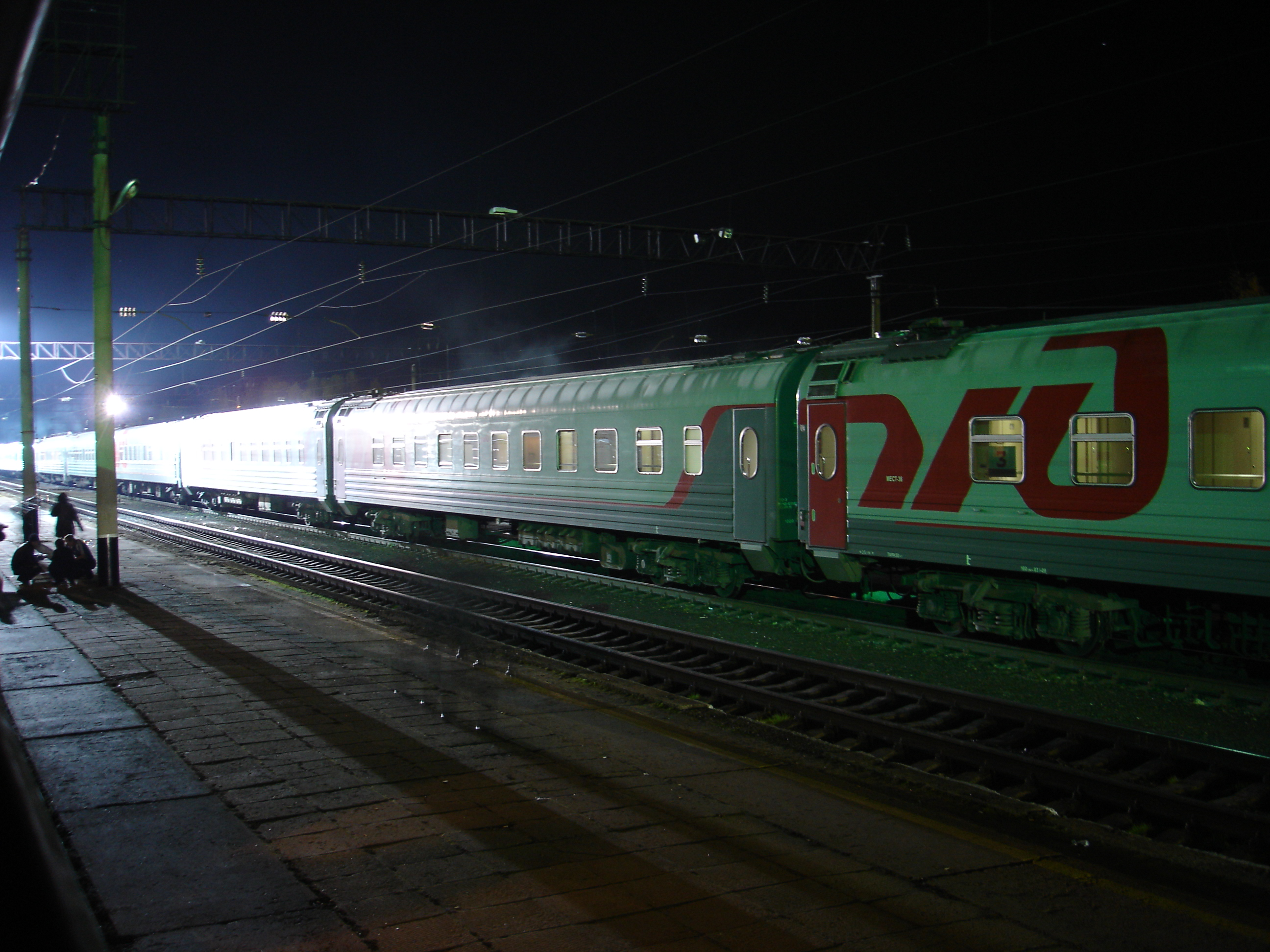
披上俄铁标准涂装的61-4440型客车，车身写有“мест 36”字样

### 铁路客车
旧型号
- RT200型铁路客车
- 61-817：定员36人的卧铺车
- 61-820：定员36人的卧铺车
- 61-828：软座车
- 61-4177：定员54人的硬卧车
- 61-4174：定员16或18人的高级软卧车
- 61-4179：定员36人的空调卧铺车
- 61-4186：定员26人，设有残疾人专用区域的卧铺车
- 61-4194：定员54人的硬卧车

新型号
- 61-4170：涅夫斯基特快號列車使用的座卧混合铁路客车，定员48或36人
- 61-4188：涅夫斯基特快號列車的残疾人车厢（定员38人）
- 61-4189：涅夫斯基特快號列車的餐车
- 61-4440：包厢式卧铺车（定员36人或18人）
  - 61-4440.01：36人软卧车
  - 61-4440.02：36人软卧车
  - 61-4440.03：18人高级软卧车
  - 61-4440.08：36人软卧车
- 61-4445：软卧车（定员26人）
  - 61-4445.01：软卧车（定员26人）
- 61-4447：硬卧车（定员54人）
  - 61-4447.01：硬卧车（定员54人）
  - 61-4447.03：高寒型硬卧车（定员54人）
  - 61-4447.06：硬卧车（定员54人）
- 61-4452：红箭号列车使用的高级软卧车（定员16）
- 61-4453：红箭号列车使用的软卧车（定员32人）
- 61-4454：红箭号列车使用的软卧车（定员20人）
- 61-4455：红箭号列车使用的餐车
- 61-4458：软座车（定员60人）
  - 61-4458.01：软座车（定员40人）
- 61-4460：餐车
- 61-4461：硬卧车（定员54人）
  - 61-4461.01：硬卧车（定员54人）
- 61-4462：软卧车（定员36人）
  - 61-4462.01：高级软卧车（定员18人）
- 61-4463：软卧车（定员26人）
- 61-4464：餐车